# NK Abeceda sporta Murvica
Nogometni klub Abeceda Zara Dental Centar (skraćeno NK Abeceda ZDC) nogometni je klub iz Murvice.
U sezoni 2021./22. NK Abeceda sporta natjecao se u 1. ŽNL Zadarskoj, ligi šestog stupnja hrvatskog nogometnog prvenstva i završio na 12. mjestu.

## Povijest kluba
NK Abeceda ZDC je nastala iz športske škole DSR Abeceda Sporta ABC, osnovane 2014. godine u Murvici, za djecu predškolske i osnovnoškolske dobi, te je također djelovala u okolnim mjestima kao što su Murvica i Poličnik. 2017. godine dolazi do službenog osnutka NK Abeceda sporta, sa sjedištem u Murvici (naselje sjeverno od Zadra), u to vrijeme u Murvici aktivno igra još jedan klub NK Murvica koji se nakon nekog vremena gasi te ostaje samo NK Abeceda kao klub iz Murvice. 
Klub također ostvaruje i sportsku suradnju sa splitskim Hajdukom.
Od 2019. godine traje izgradnja novog športskog centra u Murvici, gdje Abeceda sporta uređuje vlastito igralište.
Prvu seniorsku sezonu NK Abeceda sporta igra u sezoni 2020./21. u 2. ŽNL Zadarskoj, koju odmah osvajaju.
Od 2021. godine zadarska tvrtka Zara Dental Centar postaje generalni sponzor kluba te od tada klub nosi naziv NK Abeceda Zara Dental Centar ili skraćeno NK Abeceda ZDC.

## Uspjesi

### 2. ŽNL Zadarska
- prvak: 2020./21.

## Pregled plasmana po sezonama
| sezona         | rang lige      | liga            | dio lige       | poz.           | klubova u ligi | ut             | pob            | ner            | por            | gol+           | gol-           | bod            | napomene       | izvor          |
| Abeceda sporta | Abeceda sporta | Abeceda sporta  | Abeceda sporta | Abeceda sporta | Abeceda sporta | Abeceda sporta | Abeceda sporta | Abeceda sporta | Abeceda sporta | Abeceda sporta | Abeceda sporta | Abeceda sporta | Abeceda sporta | Abeceda sporta |
| -------------- | -------------- | --------------- | -------------- | -------------- | -------------- | -------------- | -------------- | -------------- | -------------- | -------------- | -------------- | -------------- | -------------- | -------------- |
| 2020./21.      | V.             | 2. ŽNL Zadarska |                | 1.             | 7              | 18             | 11             | 3              | 4              | 57             | 34             | 36             |                | [ 9 ]          |
| 2021./22.      | IV.            | 1. ŽNL Zadarska |                |                |                |                |                |                |                |                |                |                |                | [ 1 ]          |
| 2022./23.      | IV.            | 1. ŽNL Zadarska |                |                |                |                |                |                |                |                |                |                |                |                |

## Sastav 2021./22.
Vratari: Luka Borgelott, Jakov Škara, Antonio Marušić
Obrambeni: Gabriel Dokoza, Bruno Gašpar, Roko Prtenjača, Roko Gambiraža, Ante Gagula, Josip Petković, Stipe Čirjak, Ivan Marelić, Marko Milovac, Luka Škara
Vezni: Filip Škara, Marin Senkić, Ivan Mandić, Josip Župan, Šime Župan, Luka Miočić, Toni Jelinić, Marko Kršlović, Mate Brala
Napad: Stipe Vujević, Josip Gagula, Matija Surać, Martin Surać, Luka Gospić, Stjepan Vukančić

## Vanjske poveznice
- Nogometni klub Abeceda – Facebook stranica
- Nogometni klub Abeceda – findglocal.com
- (engl.) NK Abeceda Sporta Murvica, tipsscore.com  Arhivirana inačica izvorne stranice od 14. kolovoza 2021. (Wayback Machine)
- sport023.hr – NK ABECEDA SPORTA
- eventyas.com – USŠ Abeceda sporta